# Iglesia de San Bartolomé (Elgóibar)
La iglesia de San Bartolomé es un templo católico ubicado en la  es un inmueble de la localidad guipuzcoana de Elgóibar, en el País Vasco, España.

## Descripción
El edificio se encuentra en la localidad de Elgóibar, perteneciente a la provincia de Guipúzcoa, en la comunidad autónoma del País Vasco. Se menciona como iglesia parroquial del lugar en el Diccionario histórico-geográfico-descriptivo de los pueblos, valles, partidos, alcaldías y uniones de Guipúzcoa (1862) de Pablo de Gorosábel, donde aparece descrita con las siguientes palabras:

La primitiva iglesia parroquial de Elgoibar fué la de San Bartolomé de Olaso, situada en un altozano fuera de la poblacion, la cual perteneció á los templarios. Como se hallaba á bastante distancia del cuerpo de la villa y en paraje desabrido y poco cómodo, solicitó esta su traslacion al sitio actual, y en efecto obtuvo para ello real permiso en virtud de cédula despachada á 23 de enero de 1617. Consiguiente á esta autorizacion, se emprendieron en los años siguientes las obras de edificacion de la nueva parroquia de la misma advocacion de San Bartolomé en Callegoen. Terminadas en lo principal, fué bendecida el dia 30 de diciembre de 1716 por comision del ordinario por D. Antonio de Echezabal, cura de San Andrés de Eibar; quien en seguida celebró en ella una misa solemne con asistencia del clero de la antigua parroquia de Olaso. Aunque la traslacion de esta quedó con tanto realizada, se conservó, no obstante, ella con el servicio competente á disposicion del obispo, para que se pudiese decir misa los domingos y fiestas de guardar, segun se prevenía en la real cédula citada. Así continuó el servicio de dicha antigua parroquia; pero amenazando ruina su edificio, la real cámara autorizó al obispo de la diócesis en 16 de febrero de 1776 para su supresion, reduciéndola á ermita. En su virtud, por providencia dada en 3 de julio del mismo año por el provisor y vicario general, se mandó que el edificio y sitio de dicha parroquia de Olaso se redujesen á Campo-Santo; para cuyo efecto se demolió aquel en el propio año y siguiente. De esta antiquísima iglesia no ha quedado mas que su portada; de cuyas exquisitas labores en piedra se deduce que debió ser un templo elegante, lucido y de importancia. La fábrica de la nueva parroquia es de buena arquitectura y gusto, y tiene bastante capacidad: el retablo del altar mayor y la torre de campanas son obras del siglo décimo octavo. Es de patronato real, como lo era la primitiva de Olaso; y se halla servida por un vicario y seis beneficiados.
(Gorosábel, 1862, pp. 149-150)